# 吉野山站

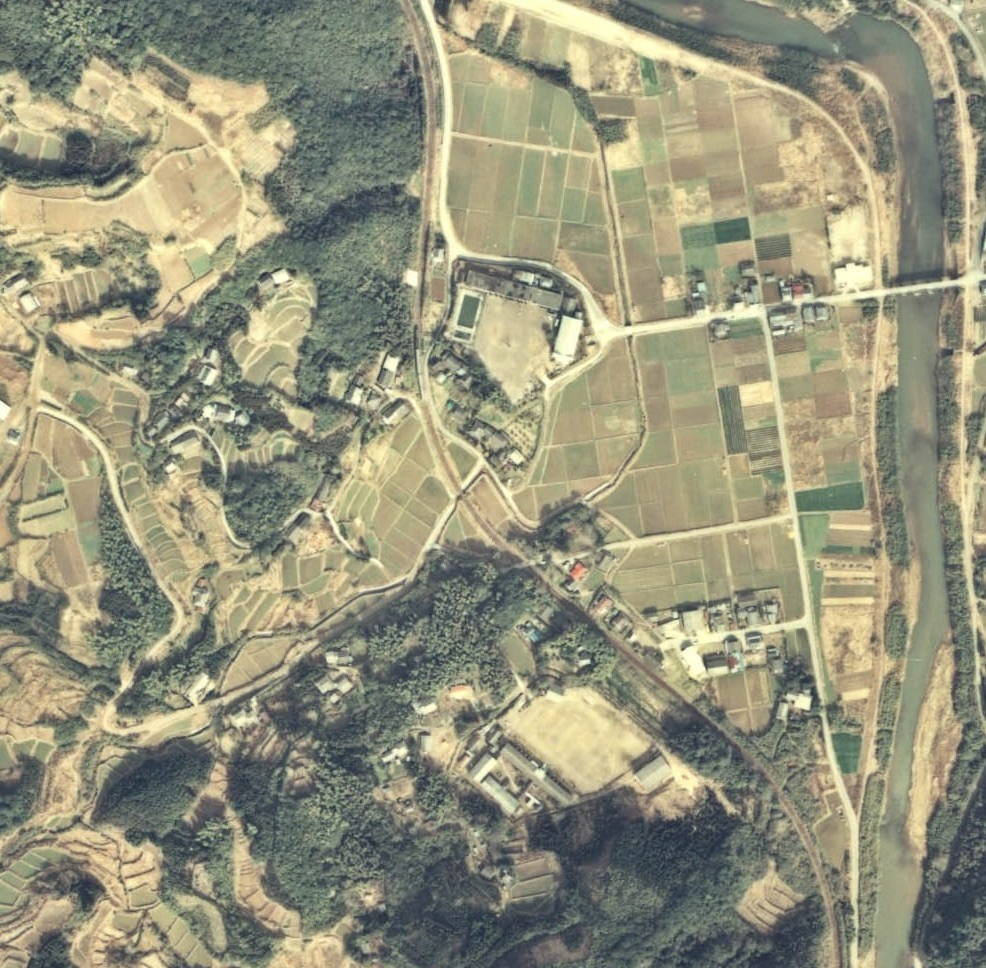
吉野山站的航空照片。上方為川內方向、下方為宮之城、薩摩大口方向。

吉野山站（日语：／ Yoshinoyama eki */?）是位於鹿兒島縣川內市（現時：薩摩川內市）中村町，日本國有鐵道（國鐵）宮之城線的鐵路車站（廢站）。

## 歷史
- 1924年（大正13年）10月20日：川內町站至樋脇站之間開通，此站啟用[2]。
- 1961年（昭和36年）9月1日：結束小型貨物業務[1]。
- 1963年（昭和38年）5月10日：結束行李起卸業務[1][3]。同時成為無人車站[4]。
- 1987年（昭和62年）1月10日：隨著宮之城線全線廢除，此站也被廢除[1]。

## 車站構造
此站為無人車站，設有2面2線的相對式月台。

## 車站周邊
- 川內市（現時：薩摩川內市）立平佐東小學（日语：薩摩川内市立平佐東小学校）
- 中村駐在所

## 現狀
現時，車站遺址設置了「國鐵宮之城線吉野山站跡」之紀念碑和吉野山郵局。在春季，於站舍對面山坡會盛開櫻花，在秋天，於路軌遺址處會盛開大波斯菊。在吉野山郵局內展出了宮之城線廢除前的照片。
曾經在站前至鹿兒島縣道335號市比野東鄉線之間設有「鹿兒島縣道334號吉野山停車場線」之縣道。在2005年3月29日，該縣道被廢除。

## 相鄰車站
日本國有鐵道（國鐵）
宮之城線
楠元－吉野山－樋脇

## 注腳
1. 1 2 3 4 5  石野哲（編）. . JTB. 1998: 706. ISBN 978-4-533-02980-6 （日语）.
2. ↑  《日本鐵道旅行地圖帳》九州沖繩 p.50
3. ↑  . 官報. 1963-05-07 （日语）.
4. ↑  . 鐵道公報 (日本國有鐵道總裁室文書課). 1963-05-07: 7 （日语）.
5. ↑  平成17年鹿兒島縣告示第488號（縣道路線之廢除）

## 相關項目
- 日本鐵路車站列表 Yo